# Martin Bedrava
Martin Bedrava (* 18. října 1961 Kněždub) je český politik, v letech 2004 až 2016 zastupitel Jihomoravského kraje, v letech 1998 až 2002 a poté opět v letech 2006 až 2008 starosta města Veselí nad Moravou, člen KDU-ČSL.

## Kariéra
Vystudoval obor konstrukce a dopravní stavby na Fakultě stavební Vysokého učení technického v Brně (získal titul Ing.). Je ženatý, má tři dcery.
V letech 2004, 2008 a opět 2012 byl zvolen do zastupitelstva Jihomoravského kraje. Ve volebním období 2008 až 2012 byl místopředsedou Komise pro kulturu a památkovou péči, členem Výboru pro životní prostředí a zemědělství a členem Výboru pro meziregionální vztahy. V krajských volbách v roce 2016 se pokoušel mandát obhájit, ale neuspěl.
V listopadu 1998 se stal starostou města Veselí nad Moravou. Funkci zastával do listopadu 2002. Na začátku listopadu 2006 byl opět zvolen starostou města. V dubnu 2008 však byl ze své pozice odvolán.
V roce 2010 byl zvolen zastupitelem obce Domanín.
Při ustavujícím zasedání krajského zastupitelstva 23. listopadu 2012 byl zvolen místopředsedou výboru pro územní plánování a dopravu. V současnosti (prosinec 2015) je ředitelem oblasti Hodonín Správy a údržby silnic Jihomoravského kraje.